# Хаджизаде, Мехди
Мехди Хаджизаде (перс. مهدی حاجی زاده جویباری‎; род. 11 сентября 1981, Джуйбар, Иран) — иранский борец вольного стиля, чемпион мира (2002) и Азии (2001), призёр Азиатских игр (2002).